# Classe Fuji
A Classe Fuji (富士型戦艦) foi uma classe de couraçados pré-dreadnoughts operados pela Marinha Imperial Japonesa, composta pelo Fuji e Yashima. Suas construções começaram no fim do século XIX nos estaleiros da Thames Ironworks e Armstrong Mitchell, no Reino Unido; o batimento de quilha do Fuji ocorreu em agosto de 1894, enquanto do Yashima alguns meses depois em dezembro. A classe foi encomendada depois da China ter comprado dois novos ironclads na Alemanha para sua Frota dos Mares do Norte, algo que ameaçava os interesses japoneses sobre a Coreia. Seu projeto foi baseado na britânica Classe Royal Sovereign, porém menor e com alguns aprimoramentos.
Os couraçados da Classe Fuji eram armados com uma bateria principal formada por quatro canhões de 305 milímetros montados em duas barbetas duplas. Tinham um comprimento de fora a fora de 125 metros, uma boca de pouco mais de 22 metros, um calado de oito metros e um deslocamento normal que chegava a mais de doze mil toneladas. Seus sistemas de propulsão eram compostos por dez caldeiras a carvão que alimentavam dois motores de tripla-expansão com três cilindros, que por sua vez giravam duas hélices até uma velocidade máxima de dezoito nós (33 quilômetros por hora). Os navios também eram protegidos por um cinturão de blindagem de 457 milímetros de espessura.
As duas embarcações participaram da Guerra Russo-Japonesa, estando presentes na Batalha de Porto Artur em fevereiro de 1904 e em bombardeamentos no mês seguinte. O Yashima bateu em duas minas navais próximo de Porto Artur em maio e afundou. O Fuji lutou na Batalha do Mar Amarelo em agosto e na Batalha de Tsushima em maio de 1905. Ficou obsoleto e foi reclassificado como um navio de defesa de costa em 1910 e usado como navio-escola até ser tirado do serviço em 1922. Continuou a ser utilizado como alojamento flutuante até julho de 1945, quando foi afundado por um ataque aéreo durante a Segunda Guerra Mundial. Seus destroços foram desmontados em 1948.

## Antecedentes
A estratégia da Marinha Imperial Japonesa na segunda metade do século XIX era baseada na filosofia naval radical da Jeune École, promovida pelo conselheiro militar e arquiteto naval francês Louis-Émile Bertin. Ela enfatizava barcos torpedeiros baratos e navios corsários para compensar gastos com navios blindados caros. Entretanto, a Frota dos Mares do Norte da China adquiriu em 1885 dois ironclads da Classe Dingyuan construídos na Alemanha, ameaçando os interesses no Japão na Coreia. Estes navios chineses visitaram o Japão no início de 1891 e isto forçou o governo a reconhecer que a Marinha Imperial precisava de embarcações similarmente armadas e blindadas para fazer frente aos ironclads. Os três cruzadores protegidos da Classe Matsushima recentemente encomendados na França não seriam suficientes, mesmo com seus canhões poderosos. A Marinha Imperial assim decidiu encomendar no Reino Unido dois dos mais modernos couraçados, pois o Japão carecia da tecnologia e capacidade de construir seus próprios.
Conseguir o dinheiro para financiar os couraçados foi uma luta para o governo japonês. O pedido inicial foi feito em 1891 no orçamento apresentado pelo primeiro-ministro Matsukata Masayoshi, porém foi deletado pela Dieta do Japão por disputas políticas. Matsukata apresentou o pedido novamente e foi mais uma vez recusado, sendo forçado a dissolver seu gabinete. Itō Hirobumi, seu sucessor, tentou aprovar o financiamento no ano seguinte, mas também falhou. Isto levou a uma extraordinária intervenção pessoal do imperador Meiji em uma declaração datada de 10 de fevereiro de 1893, em que ele próprio oferecia o dinheiro para a construção dos navios por meio de uma redução anual dos gastos da Casa Imperial, pedindo também que todos os funcionários do governo concordassem com uma redução de dez por cento de seus salários. O financiamento para o que se tornaria a Classe Fuji foi aprovado pela Dieta pouco depois. A finalização das embarcações estava originalmente planejada para 1899, mas o início da Primeira Guerra Sino-Japonesa em 1894 pouco antes de seus batimentos de quilha fez o governo acelerar o cronograma em dois anos.

## Projeto
O projeto foi baseado na Classe Royal Sovereign da Marinha Real Britânica, mas duas mil toneladas menor. A Classe Fuji era um aprimoramento em várias maneiras, sendo um nó (1,9 quilômetro por hora) mais rápida, incorporando uma blindagem Harvey superior e tendo canhões principais protegidos por coberturas blindadas, apesar de serem de um tamanho menor. Os dois navios eram praticamente idênticos apesar de terem sido projetados por dois arquitetos diferentes: o Fuji por George C. Mackrow e o Yashima por Philip Watts. A principal diferença era que a popa do Yashima tinha um corte mais à ré e que ele foi equipado com um leme equilibrado. Isto deixou o couraçado um nó mais rápido que seu irmão e com um círculo de virada menor, mas ao custo de uma popa mais frágil que necessitava atenção especial quando em uma doca seca para não arquear.

### Características

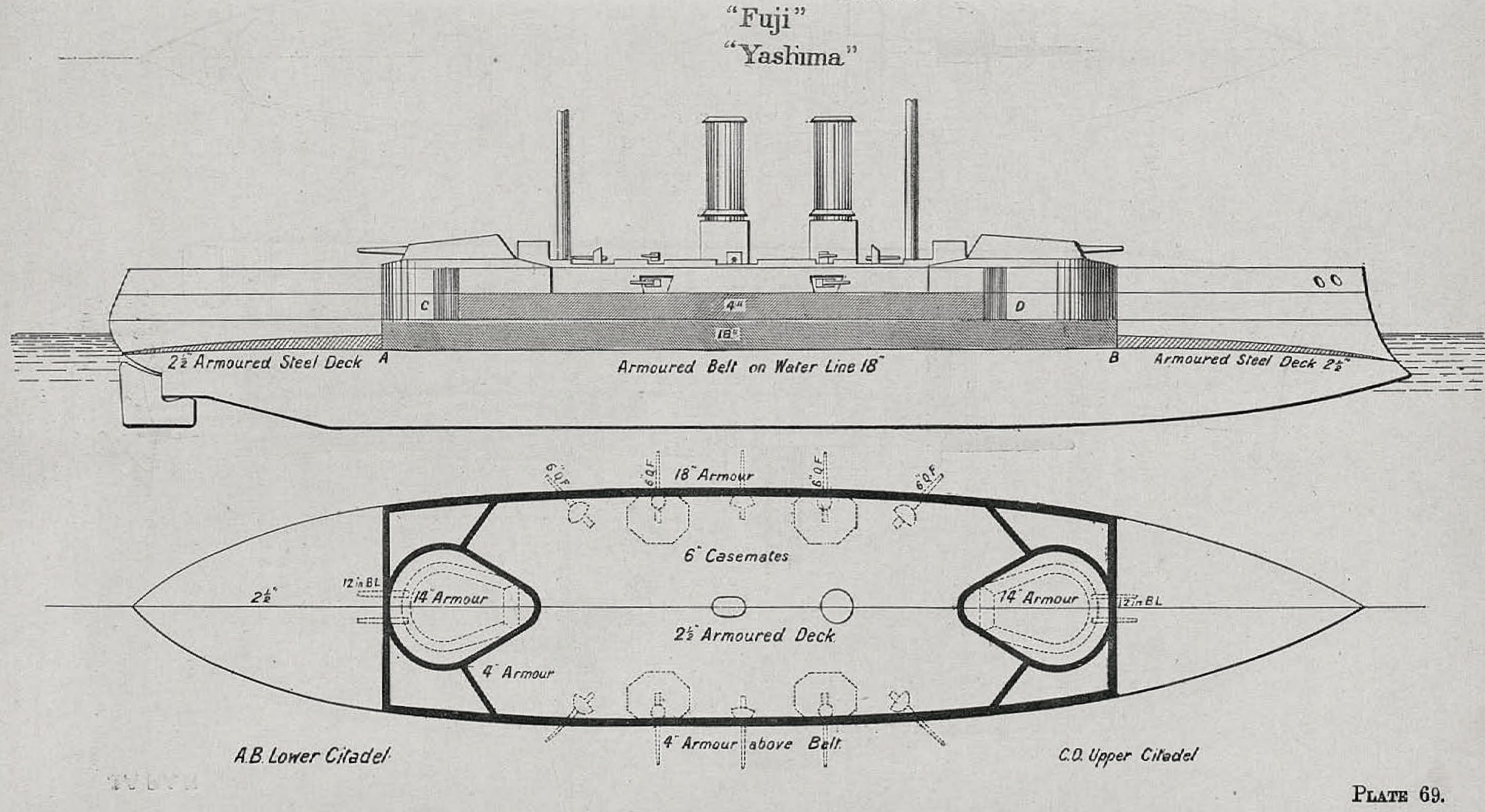
Desenho da Classe Fuji

Os dois couraçados da Classe Fuji tinham 125,6 metros de comprimento de fora a fora, uma boca que ficava entre 22,3 e 22,5 metros e um calado normal de oito a 8,1 metros. O deslocamento normal podia ir de 12 426 até 12 734 toneladas. Os navios tinham fundos duplos e eram subdivididos internamente em 181 compartimentos estanques. A tripulação era de aproximadamente 650 oficiais e marinheiros, mas o Yashima foi equipado como uma capitânia com acomodações extras para um almirante e sua equipe.
O sistema de propulsão tinha dois motores verticais de tripla-expansão com três cilindros Humphrys Tennant, cada um girando uma hélice de 5,18 metros de diâmetro, usando o vapor vindo de dez caldeiras cilíndricas que funcionavam a uma pressão de 10,9 quilogramas-força por centímetro quadrado (1 069 quilopascais). Os motores tinham uma potência indicada de 13,7 mil cavalos-vapor (10,1 mil quilowatts) para uma velocidade máxima projetada de 18,25 nós (33,8 quilômetros por hora), mas durante seus testes marítimos os navios alcançaram velocidades de 18,66 e 19,46 nós (34,56 e 36,04 quilômetros por hora). Uma antepara estanque longitudinal na linha central separava as duas salas de máquinas e as quatro salas de caldeiras. Estas também eram separadas por uma antepara transversal. A exaustão das caldeiras era despejada por duas chaminés à meia-nau.
Os navios podiam carregar até 1 620 toneladas de carvão, o que proporcionava uma autonomia de quatro mil milhas náuticas (7,4 mil quilômetros) a uma velocidade de cruzeiro de dez nós (dezenove quilômetros por hora). A energia elétrica das embarcações era gerada por três dínamos de 32 quilowatts (43 cavalos-vapor).

### Armamento
A bateria principal consistia em quatro canhões hidráulicos Elswick Ordnance Tipo 41 calibre 40 de 305 milímetros montados em duas barbetas duplas em formato de pêssego, uma à vante e uma à ré da superestrutura. As barbetas tinham um arco de disparo de 240 graus e as armas podiam elevar até quinze graus e abaixar até cinco graus negativos. Estas barbetas tinham coberturas blindadas, ou torres de artilharia, que protegiam os canhões. Estas montagens eram praticamente idênticas àquelas usadas nos couraçados da Classe Majestic da Marinha Real Britânica, porém podiam içar munição dos depósitos abaixo a partir de única uma posição. Dezoito projéteis podiam ser armazenados em cada barbeta, o que permitia um número limitado de disparos em qualquer ângulo antes do estoque de munição precisar ser reabastecido. As armas eram recarregadas em um ângulo fixo de um grau. Disparavam projéteis de 386 quilogramas a uma velocidade de saída de 730 metros por segundo, tendo alcance de quinze quilômetros.
A bateria secundária tinha dez canhões Tipo 41 calibre 40 de 152 milímetros, quatro no convés principal em casamatas e seis no convés superior protegidas por escudos. Disparavam projéteis de 45 quilogramas a uma velocidade de saída de setecentos metros por segundo. A proteção contra barcos torpedeiros tinha 24 canhões Hotchkiss de 47 milímetros, catorze do modelo de três libras e dez do modelo de 2,5 libras. As armas de três libras disparavam projéteis de 1,5 quilograma a uma velocidade de saída de 587 metros por segundo, já as de 2,5 libras disparavam projéteis de 1,1 quilograma a 430 metros por segundo. As embarcações também foram equipadas com cinco tubos de torpedo de 450 milímetros, um na proa acima da linha de flutuação e quatro submersos, dois em cada lateral.
Dezesseis dos canhões de 47 milímetros foram substituídos em 1901 pelo mesmo número de canhões de 76 milímetros. Estas armas disparavam projéteis de 5,7 quilogramas a uma velocidade de saída de 719 metros por segundo. Estas alterações aumentaram o número total de tripulantes primeiro para 652 e depois para 741.

### Blindagem
O esquema de blindagem da Classe Fuji era bem similar ao da Classe Royal Sovereign, mas usava a superior blindagem Harvey. O cinturão principal tinha 2,4 metros de altura, dos quais noventa centímetros ficavam acima da linha de flutuação em deslocamento normal. Tinha uma espessura máxima de 457 milímetros que se reduzia para 406 milímetros e depois 356 milímetros além das duas barbetas, enquanto acima ficava uma camada de proteção de 102 milímetros que corria entre as barbetas. O cinturão principal tinha 356 milímetros fora do cinturão superior e 229 milímetros atrás do cinturão superior. Anteparas diagonais conectavam as barbetas com a blindagem lateral; a antepara de vante tinha 356 milímetros e a antepara de ré tinha 305 milímetros. As blindagens das casamatas e da cobertura das barbetas tinham uma espessura máxima de 152 milímetros, já a torre de comando era protegida por laterais de 356 milímetros. O convés tinha 64 milímetros e se encontrava com as laterais da embarcação no topo do cinturão principal.

## Navios
| Navio   | Construtor         | Batimento             | Lançamento             | Comissionamento       | Destino                       |
| ------- | ------------------ | --------------------- | ---------------------- | --------------------- | ----------------------------- |
| Fuji    | Thames Ironworks   | 1º de agosto de 1894  | 31 de março de 1896    | 17 de agosto de 1897  | Desmontado em 1948            |
| Yashima | Armstrong Mitchell | 6 de dezembro de 1894 | 28 de dezembro de 1896 | 9 de setembro de 1897 | Afundou em 15 de maio de 1904 |

## Carreiras

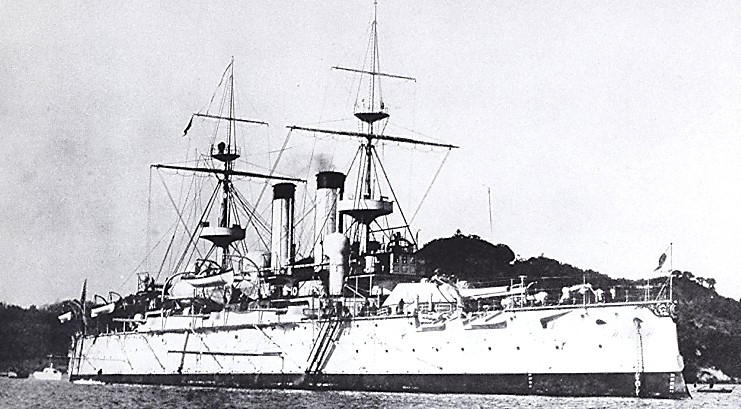
O Yashima em 1897

Os dois navios chegaram no Japão em fevereiro de 1898. A Guerra Russo-Japonesa começou em 1904 e o Fuji e Yashima foram designados para 1ª Divisão da 1ª Frota. Participaram em 9 de fevereiro da Batalha de Porto Artur, quando atacaram os navios russos da Esquadra do Pacífico que estavam atracados do lado de fora de Porto Artur. O vice-almirante Tōgō Heihachirō escolheu atacar as defesas costeiras russas com seus canhões principais e enfrentar as embarcações russas com a bateria secundária. Esta divisão de poder de fogo foi uma escolha ruim, pois as armas secundárias de 203 e 152 milímetros pouco danificaram os navios inimigos, que concentraram todos os seus disparos na força japonesa. O Yashima saiu ileso, mas o Fuji foi acertado duas vezes, com dois mortos e dez feridos.
Os dois couraçados bombardearam cegamente o porto de Porto Artur em 10 de março a partir da Baía dos Pombos, no lado sudoeste da Península de Liautum, a uma distância de 9,5 quilômetros, mas infligiram poucos danos. Eles tentaram novamente no dia 22, mas foram atacados por canhões costeiros russos que tinham sido transferidos para o local, além dos navios em Porto Artur que tiveram sua artilharia auxiliada por observadores na Baía dos Pombos. Os japoneses recuaram pouco depois do Fuji ter sido atingido por um projétil de 305 milímetros.
O Fuji e o Yashima participaram de uma ação em 13 de abril em que dois couraçados da Esquadra do Pacífico foram atraídos para fora de Porto Artur. Os russos recuaram depois de avistarem os cinco couraçados da 1ª Divisão, mas o Petropavlovsk bateu em uma mina naval colocada na noite anterior, afundando em dois minutos depois de uma explosão em um depósito de munição. Tōgō foi encorajado por esse sucesso e retomou as missões de bombardeio, o que fez os russos criarem mais campos minados.
Os couraçados Yashima, Hatsuse e Shikishima, o cruzador protegido Kasagi e o cruzador desprotegido Tatsuta foram para o mar em 14 de maio para assumirem seu turno no bloqueio de Porto Artur. No dia seguinte encontraram um campo minado russo. O Hatsuse bateu em uma mina que incapacitou sua direção e o Yashima bateu em duas enquanto se movia para ajudar o outro navio. O Yashima foi rebocado para longe, mas estava inundando em um ritmo incontrolável e sua tripulação abandonou a embarcação cinco horas depois. O Kasagi passou a rebocá-lo, mas seu adernamento continuou a aumentar gradualmente e ele finalmente emborcou e afundou três horas depois.

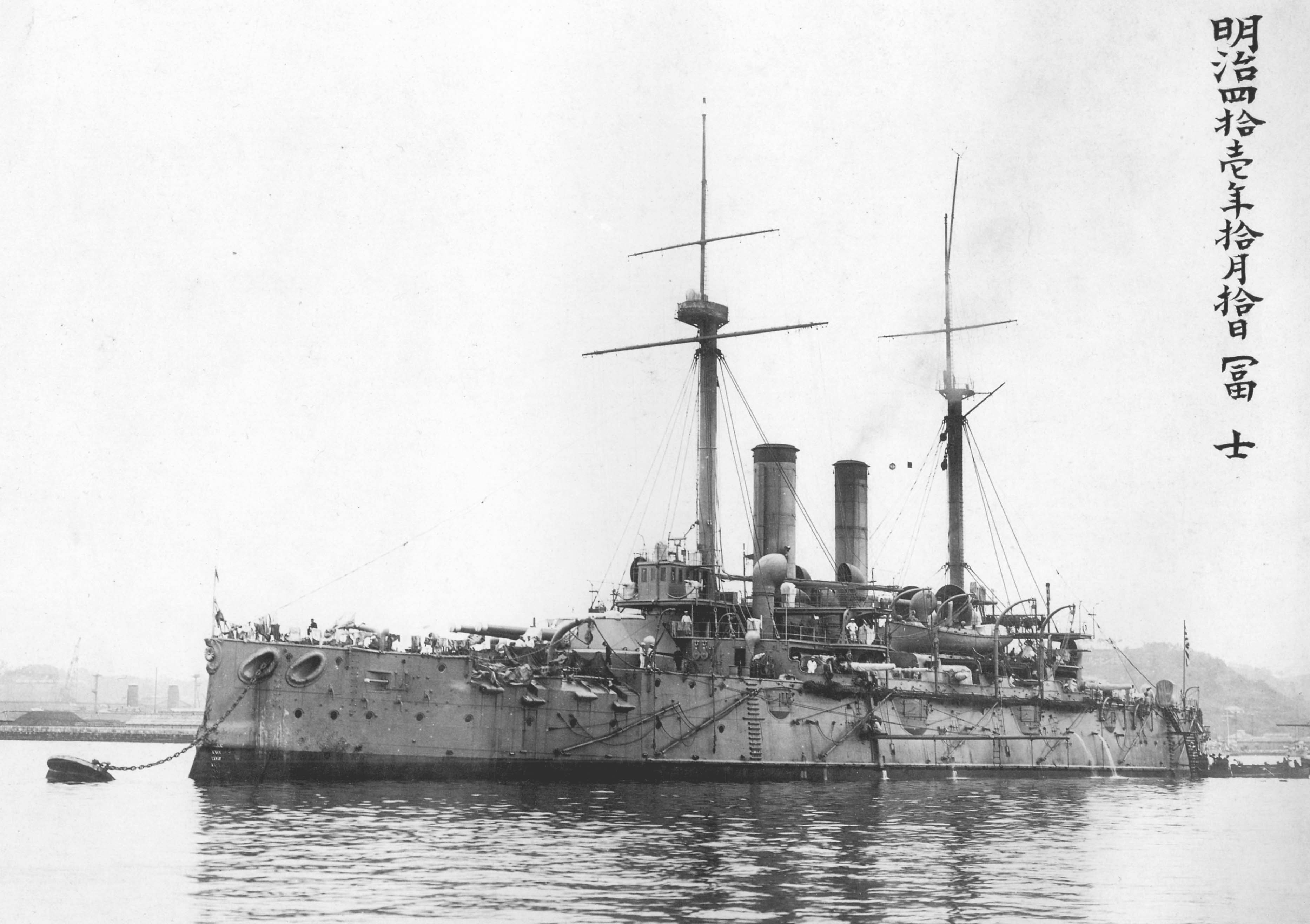
O Fuji em 1908

O Fuji participou em 10 de agosto da Batalha do Mar Amarelo, mas não foi danificado porque os russos concentraram seus disparos no Mikasa, a capitânia japonesa, que estava na vanguarda da linha de batalha. Em 27 de maio esteve na Batalha de Tsushima, a última da guerra. Nesta foi atingido doze projéteis inimigos, o mais sério dos quais penetrou a cobertura da barbeta de ré e incendiou algumas cargas de propelentes, matando oito tripulantes e ferindo outros nove. O incêndio na munição foi apagado, o que permitiu que o canhão esquerdo voltasse a disparar e ele aparentemente realizou o disparo final que acabou afundando o couraçado Borodino.
O Fuji sediou em 23 de outubro de 1908 um jantar para o embaixador estadunidense Thomas J. O'Brien e os oficiais mais graduados da Grande Frota Branca durante sua circunavegação do mundo. Suas caldeiras cilíndricas foram substituídas em 1910 por caldeiras de tubos d'água Miyabara, enquanto o armamento principal foi substituído por canhões de fabricação japonesa. Foi reclassificado como um navio de defesa de costa neste mesmo ano e realizou deveres de treinamento em várias capacidades até ser tirado de serviço em 1922. Seu casco continuou a ser usado como alojamento flutuante e centro de treinamento em Yokosuka até 1945. O Fuji foi danificado por um ataque aéreo estadunidense em 18 de julho de 1945 durante a Segunda Guerra Mundial, emborcando depois do fim do conflito. Foi desmontado em 1948.

### Citações
1. ↑  Evans & Peattie 1997, pp. 15, 19–20, 60.
2. 1 2 3  Brook 1999, p. 123.
3. ↑  Lengerer 2008, pp. 7–10.
4. 1 2 3 4 5 6 7  Jentschura, Jung & Mickel 1977, p. 16.
5. ↑  Lengerer 2009, p. 26.
6. 1 2 3 4 5 6  Brook 1999, p. 122.
7. ↑  Lengerer 2009, p. 51.
8. 1 2  Lengerer 2008, p. 23.
9. ↑  Lengerer 2008, p. 27.
10. ↑  Lengerer 2008, p. 24.
11. ↑  Lengerer 2008, pp. 11, 23.
12. ↑  Lengerer 2009, p. 50.
13. ↑  Lengerer 2009, pp. 27, 36.
14. ↑  Friedman 2011, pp. 270–271.
15. ↑  Lengerer 2009, p. 30.
16. ↑  Brook 1985, pp. 268–269.
17. ↑  Friedman 2011, pp. 275–276.
18. ↑  Watts 1979, p. 220.
19. ↑  Silverstone 1984, p. 309.
20. ↑  Friedman 2011, pp. 118–119.
21. ↑  Friedman 2011, p. 114.
22. 1 2 3  Silverstone 1984, p. 327.
23. 1 2  Brook 1985, p. 268.
24. 1 2 3  Jentschura, Jung & Mickel 1977, p. 17.
25. ↑  Silverstone 1984, p. 328.
26. ↑   «The Chinese Question». Australian Town and Country Journal. Sydney. 12 de fevereiro de 1898. pp. 31–32
27. ↑  Forczyk 2009, pp. 41–44.
28. ↑  Brook 1985, p. 269.
29. ↑  Forczyk 2009, p. 44.
30. ↑  Forczyk 2009, pp. 45–46.
31. ↑  Warner & Warner 2002, p. 279.
32. ↑  Lengerer 2008, p. 14.
33. ↑  Warner & Warner 2002, pp. 279–282.
34. ↑  Forczyk 2009, pp. 52–53.
35. ↑  Campbell 1978, p. 263.
36. ↑   «Tokio Enthusiasts Nearly Mob Sperry». The New York Times. Nova Iorque. 24 de outubro de 1908. p. 8
37. ↑  Jentschura, Jung & Mickel 1977, pp. 16–17.
38. ↑   Tully, Anthony J. (julho de 2003). «Nagato's Last Year: July 1945 - July 1946». Combined Fleet. Consultado em 21 de maio de 2024
39. ↑  Fukui 1991, p. 54.